# Pupilla pupula
Pupilla pupula е вид коремоного от семейство Pupillidae.

## Разпространение
Видът е разпространен в Реюнион.